# شیخ‌نشین العلوی
شیخ‌نشین العلوی (عربی: مشيخة العلوي) شیخ‌نشینی سابق در یمن بود که در سال ۱۹۶۷ منحل شد.